# メトロクローム
『メトロクローム』は、日本の音楽ユニット、eufoniusの6枚目のアルバム。2008年6月10日に発売された。

## 概要
- 『metafysik』以来6ヵ月ぶり、自主制作としては『Σ』以来1年5ヵ月ぶりのアルバムである。とらのあな・メロンブックス・あきばお〜・アニメイト・amazon.co.jpの5店で限定発売された。
- 長らくアルバム未収録だったシングル曲2曲、既発曲2曲、新曲7曲を収録している。

## 収録曲
全て作詞：riya、作曲・編曲：菊地創。
1. flare
1分半程度の短い曲。曲自体は造語と思われる詞で歌われており、歌詞カードにはイメージ詞のみが書かれている。
2. Indelible name
IM製作のドラマCD「Are you Alice? unbirthday」主題歌。タイトルは、歌詞にも登場する「消えない名前」の意。
3. ラクガキ〜10 billion mix〜
2005年に発売されたシングル「ちいさなうた」のカップリング曲。「10 billion」は歌詞中の「百億の星」に由来すると思われる。
4. lettre
5. メトロクローム
アルバム表題曲。発売直前に配信された自身のインターネットラジオ「frequency-e」で公開された。
6. plage
40秒程度の短い曲。歌詞は記載されていない。
7. 夕空ワルツ
etude製作のパソコンゲーム「そして明日の世界より――」の青葉エンディング主題歌。
8. シラタマ
ネコを題材とした曲。コンセプトや曲調は『Σ』の「ベルーカ」に近似している。
9. sign
10. 白い箱庭
11. ちいさなうた〜album mix〜
2005年発売のシングル表題曲。「ラクガキ」とともに長らく入手困難だったが、発売から3年後の今作でようやくアルバム収録となった。